# Дебевец, Раймонд
Раймонд Дебевец (словен. Rajmond Debevec; род. 29 марта 1963, Постойна) — известный югославский и словенский стрелок из винтовки, олимпийский чемпион, чемпион мира, пятикратный чемпион Европы, многократный обладатель Кубка мира.
Начал заниматься стрельбой в 1971 году, в соревнованиях принимает участие с 1977 года.
Действующий рекордсмен мира и Олимпийских игр в стрельбе из винтовки из 3 положений на 50 м:
- 29 августа 1992 года в Мюнхене установил мировой рекорд в квалификации (1186 очков) и в финале (1287,9 очка);
- 23 сентября 2000 года в Сиднее установил олимпийский рекорд в квалификации (1177 очков) и в финале (1275,1 очка).

Участник 8 подряд летних Олимпийских игр (1984—2012). Один из 4 стрелков в истории, принимавших участие в 8 и более Олимпиадах. Знаменосец сборной Словении на церемонии открытия Олимпийских игр 1992 года в Барселоне.
Женат, двое детей. Проживает в Любляне. Офицер словенской армии.

## Достижения
- Олимпийский чемпион 2000 года — винтовка, 3 положения, 50 м
- Бронзовый призёр Олимпийских игр 2008 года — винтовка, 3 положения, 50 м
- Бронзовый призёр Олимпийских игр 2012 года — винтовка лёжа, 50 м
- Чемпион мира (2002)
- Двукратный вице-чемпион мира (1990 и 2002)
- Двукратный бронзовый призёр чемпионатов мира (1998 и 2006)
- 5-кратный чемпион Европы (1994, 1998, 2003, 2007)
- 4-кратный вице-чемпион Европы (1993, 1997, 2001, 2005)
- 11-кратный бронзовый призёр чемпионатов Европы
- 4-кратный победитель финалов Кубка мира (1992, 1993, 2003, 2006)
- Одержал более 25 побед на этапах Кубка мира
- Дважды признавался лучшим спортсменом года в Словении (1992 и 2000)

## Дебевец на летних Олимпийских играх
| Дисциплина                       | 1984      | 1988     | 1992          | 1996          | 2000        | 2004          | 2008        | 2012        |
| -------------------------------- | --------- | -------- | ------------- | ------------- | ----------- | ------------- | ----------- | ----------- |
| Винтовка из положения лёжа, 50 м | —         | —        | 18-е 594      | 9-е 596       | 19-е 593    | 9-е 594       | 21-е 592    | · 596+105,0 |
| Винтовка из 3 положений, 50 м    | 20-е 1140 | —        | 6-е 1167+95,6 | 9-е 1166      | · 1177+98,1 | 4-е 1166+96,6 | · 1176+95,7 | 26-е 1161   |
| Пневматическая винтовка, 10 м    | 12-е 580  | 25-е 585 | 9-е 589       | 6-е 591+101,1 | 9-е 591     | 29-е 589      | 31-е 589    | —           |